# Лексическое значение
Лекси́ческое значе́ние слова — предметно-понятийное содержание слова, обобщённо отражающее знание о предмете.
Соотношение материальной (звуковой, графической, жестовой, тактильной) оболочки слова с соответствующими предметами или явлениями объективной действительности. Лексическое значение включает в себя не всю совокупность признаков, присущих какому-либо предмету, явлению, действию и так далее, а только наиболее существенные, помогающие отличить один предмет от другого. Лексическое значение раскрывает признаки, по которым определяются общие свойства для ряда предметов, действий, явлений, а также устанавливает различия, выделяющие данный предмет, действие, явление. Например, лексическое значение слова жираф определено так: «африканское парнокопытное жвачное животное с очень длинной шеей и длинными ногами», то есть перечисляются те признаки, которые отличают жирафа от других животных.
Значение имеют не все слова русского языка. Слово может иметь одно лексическое значение (однозначные слова): синтаксис, тангенс и др. Слова, имеющие два, три и более лексических значения, называются многозначными (полисеманты): рукав, теплый и др. Многозначные слова бывают среди всех самостоятельных частей речи, кроме числительных. Определить конкретное значение многозначного слова можно только в контексте: звезда — на небе зажглись звезды и звезда экрана.
Лексическое значение может быть объяснено:
- описательно, характеристикой отличительных признаков предмета, действия, явления;
- через однокоренное слово;
- подбором синонимов.

Лексическое значение слова приводится в толковых словарях.
Термин «лексическое» или, как
в последнее время стали говорить, «смысл слова» не может считаться вполне определённым. Под лексическим значением слова обычно разумеют его предметно-вещественное содержание, оформленное по законам грамматики данного языка и являющееся элементом общей семантической системы словаря этого языка. Общественно закрепленное содержание слова может быть однородным, единым, но может представлять собою внутренне связанную систему разнонаправленных отражений разных «кусочков действительности», между которыми в системе данного языка устанавливается смысловая связь.

## Переносное значение слова
Производное от основного (главного) лексического значения слова, относящееся к нему метонимически, метафорически или ассоциативно, посредством пространственной, временной.

## Книжное значение слова
Производное от основного лексического значения слова, используемое преимущественно в печатной продукции: как правило, оно наиболее близкое к лексическому значению.